# Irjoiri csotha
A Irjoiri csotha (hangul: 일요일이 좋다, RR: Iryoiri jota), angol címén Good Sunday, a dél-koreai SBS vasárnap esti szórakoztató programblokkja, mely két műsorrészből áll, ezek a K-pop Star 3 című televíziós tehetségkutató és a Running Man varieté-valóságshow.

## Korábbi műsorrészek
- Barefooted Friends (맨발의 친구들)
- K-pop Star 2 (서바이벌 오디션 K팝스타 2)
- Law of the Jungle (김병만의 정글의 법칙 시즌2)
- K-pop Star 1 (서바이벌 오디션 K팝스타)
- BIGsTORY (다이어트 서바이벌 빅토리)
- Kim Yu-na's Kiss & Cry (김연아의 키스 앤 크라이)
- Heroes (영웅호걸)
- Family Outing 2 (패밀리가 떴다 2)
- Gold Miss is Coming (골드미스가 간다)
- Family Outing ( 패밀리가 떴다)
- Change (체인지)
- Find Mr. Kim (김서방을 찾아라)
- Meet the In-Laws (사돈 처음 뵙겠습니다)
- Mission Impossible (기적의 승부사 / 기승史)
- Explorers of the Human Body (인체탐험대)
- Good Sunday Old TV (일요일이 좋다 옛날 TV)
- Good Sunday Haja! Go (일요일이 좋다 하자!GO)
- New X-man Good Sunday (X맨 일요일이 좋다)
- Bungee Song King/S-MATCH (번지 노래왕/에스-메치)
- Roundly Roundly (둥글게 둥글게)
- X-man (X맨)
- Reverse Drama (대결! 반전드라마/반전극장)
- Yoo Jae-suk and Fullness of the Heart (유재석과 감개무량)
- Medical Non-Fiction! Last Warning (메디컬 논픽션! 최종경고)
- Star Olympiad (스타 올림피아드)
- Healthy Men and Women (건강남녀)
- Waving the Korean Flag (태극기 휘날리며)
- Shin Dong-yeop's Love's Commissioned Mother (신동엽의 사랑의 위탁모)